# Polizeipräsidium Koblenz

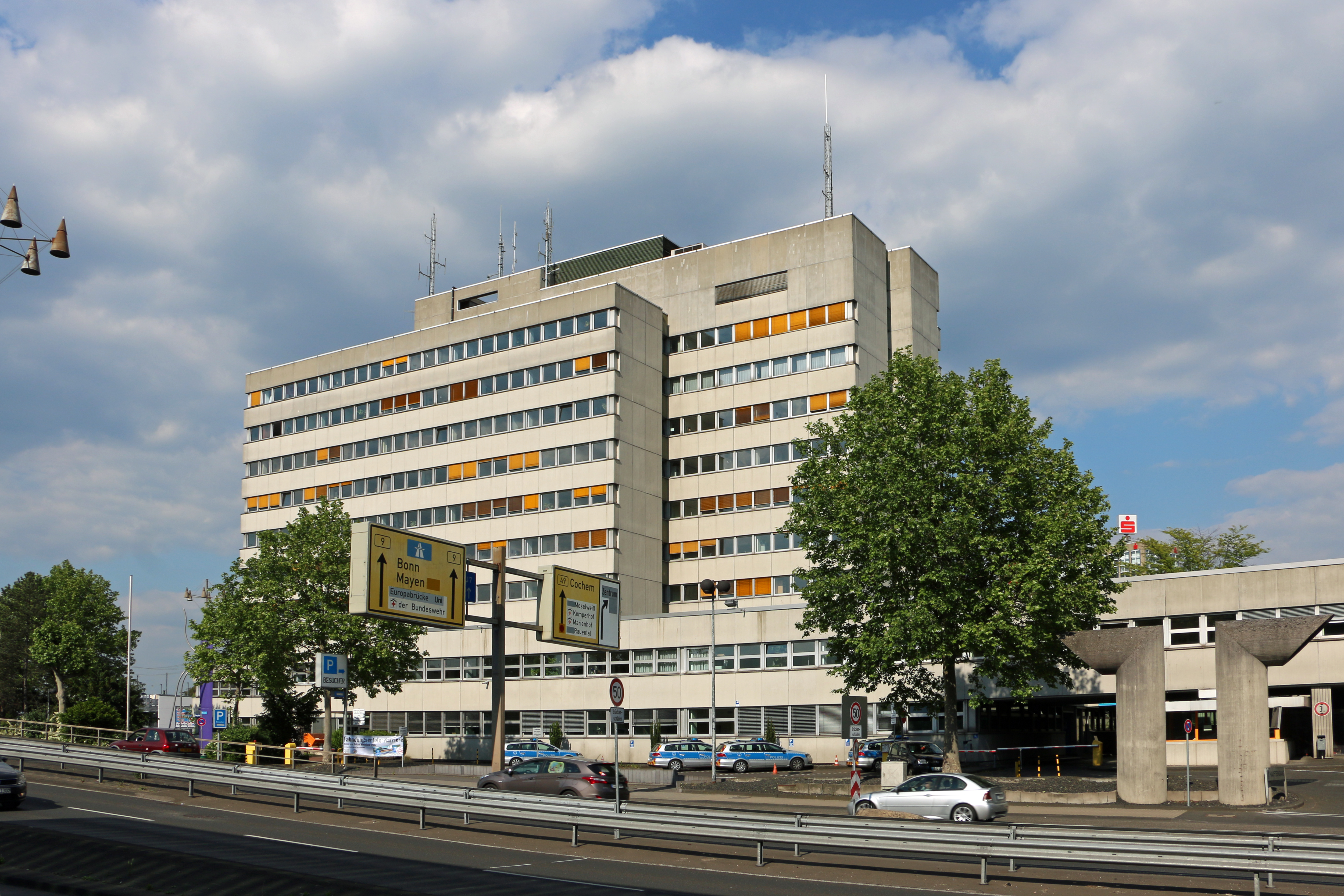
Polizeipräsidium Koblenz

Das Polizeipräsidium Koblenz mit Sitz in Koblenz ist eines von insgesamt sechs Polizeipräsidien der Landespolizei Rheinland-Pfalz. Als größtes Polizeipräsidium in Rheinland-Pfalz ist das Polizeipräsidium Koblenz für die Öffentliche Sicherheit im nördlichen Rheinland-Pfalz zuständig. In diesem Zuständigkeitsbereich leben rund 1.220.000 Menschen.

## Geschichte
Leiter des Polizeipräsidiums Koblenz ist Polizeipräsident Karlheinz Maron.

## Dienstsitz
Der Sitz des Polizeipräsidiums Koblenz befindet sich im Moselring 10/12 in Koblenz.

## Organisation
Das Polizeipräsidium Koblenz besteht aus vier Polizeidirektionen, denen 23 Polizeiinspektionen, vier Polizeiwachen (PW) und vier Kriminalinspektionen unterstehen, einer Kriminaldirektion mit einer regionalen und einer zentralen Kriminalinspektion (RKI und ZKI), sowie einer Verkehrsdirektion mit zwei Polizeiautobahnstationen (PASt).
Polizeidirektion Koblenz
Leitung: Polizeidirektor Björn Neureuter
Polizeiinspektion Andernach
Polizeiinspektion Bendorf
Polizeiinspektion Koblenz 1
Polizeiinspektion Koblenz 2
Polizeiwache Brodenbach
Polizeiinspektion Lahnstein
Polizeiinspektion Boppard
Polizeiinspektion Simmern
Polizeiwache Hahn
Polizeidirektion Mayen
Leitung: Polizeidirektor Ralf Durben
Polizeiinspektion Adenau
Polizeiinspektion Bad Neuenahr-Ahrweiler
Polizeiinspektion Cochem
Polizeiinspektion Mayen
Polizeiinspektion Remagen
Kriminalinspektion Mayen
Polizeidirektion Neuwied 
Leitung: Kriminaldirektor Thorsten Runkel
Polizeiinspektion Altenkirchen
Polizeiinspektion Betzdorf
Polizeiwache Wissen
Polizeiinspektion Linz
Polizeiinspektion Neuwied
Polizeiinspektion Straßenhaus
Kriminalinspektion Neuwied
Kriminalinspektion Betzdorf
Polizeidirektion Montabaur
Leitung: Polizeidirektor Christof Weitershagen
Polizeiinspektion Bad Ems
Polizeiinspektion Diez
Polizeiinspektion Hachenburg
Polizeiinspektion Montabaur
Kriminalinspektion Montabaur
Polizeiwache Höhr-Grenzhausen
Polizeiinspektion St. Goarshausen
Polizeiinspektion Westerburg
Kriminaldirektion Koblenz
Verkehrsdirektion Koblenz
Leitung: Polizeidirektor Patrick Brummer
Polizeiautobahnstation Emmelshausen
Polizeiautobahnstation Montabaur
Polizeiautobahnstation Mendig